# Rudolf Kesselring
Rudolf Jacob Johann Kesselring (ur. 16 lipca 1884 w Nowym Chruśnie k. Lwowa, zm. 14 października 1961 w Pfronten-Steinach) – duchowny luterański, profesor Wydziału Teologii Ewangelickiej Uniwersytetu Warszawskiego.

## Życiorys
Urodził się w Nowym Chruśnie, kolonii józefińskiej, jako syn Heinricha i Katarzyny z Rückemannów. Pochodził z niemieckiej, ewangelickiej rodziny przybyłej z Saksonii do Galicji w końcu XVIII wieku. 
W latach 1884–1900 był uczniem C. K. II Wyższego Gimnazjum z niemieckim językiem wykładowym we Lwowie. W latach 1903–1907 odbył studia w zakresie teologii, historii, geografii i filozofii na  Uniwersytecie Wiedeńskim, Uniwersytecie w Lipsku i Uniwersytecie w Halle. W 1907 został ordynowany i wprowadzony na urząd wikariusza Superintendentury Kościoła Ewangelickiego b. Galicji i Bukowiny w Białej. W latach 1908–1929 pełnił urząd proboszcza parafii Kościoła Ewangelickiego we Lwowie. W 1910 uzyskał stopień doktora filozofii na Uniwersytecie w Czerniowcach, a w 1928 doktora teologii na wydziale teologii ewangelickiej w Wiedniu. Podczas I wojny światowej pełnił funkcję kapelana armii austriackiej w latach 1915–1917 jako Feldkurrat der Reserve. Służył na froncie rosyjskim i włoskim. Początkowo był duszpasterzem  przy 106 dywizji obrony krajowej, a następnie od 1917 kierownikiem ewangelickiego duszpasterstwa wojskowego dla Generalnego Gubernatorstwa  w Lublinie. Za swoją służbę otrzymał od cesarza Franciszka Józefa I, Krzyż Zasługi dla Duchownych Wojskowych. Po zakończeniu działań wojennych przeniósł się do Lwowa, obejmując stanowisko II, po czym I proboszcza parafii ewangelickiej augsburskiego i helweckiego wyznania. W 1929 został kapelanem wojskowym - był szefem duszpasterstwa ewangelickiego przy Dowództwie VI, V i X Korpusu (Lwów - Przemyśl). 19 maja 1932 został powołany na stanowisko profesora nadzwyczajnego Wydziału Teologii Ewangelickiej UW i objął po ks. prof. Karolu Serinim Katedrę Teologii Systematycznej, a w 1937 na stanowisko profesora zwyczajnego na Katedrze Teologii Semantycznej Wydziału Teologii Ewangelickiej UW (noszącego wówczas nazwę: Uniwersytetu Józefa Piłsudskiego) – stanowiska te zajmował do  września 1939.; oficjalnie został pozbawiony katedry 17 lipca 1948 r.   
Był jednym z niewielu pracowników ówczesnego Uniwersytetu Warszawskiego o korzeniach niemieckich. Uznając się za Niemca w sensie narodowym, czuł się jednak związany z Polską jako państwem. 
W czasie okupacji hitlerowskiej podpisał niemiecką listę narodowościową.  Pełnił w tym czasie  funkcje opiekuna archiwum miejskiego w Nowym Sączu.  W 1941 roku opublikował pracę o niemieckim osadnictwie i historii miasta Nowy Sącz pt. Neu-Sandez und Neu-Sandezer Land: Ihre deutsche Vergangenheit und Aufbauarbeit (1230–1940), będącą bezpośrednim powodem pozbawienia katedry na UW w 1948 r.
Po wojnie pracował jako nauczyciel religii w Bayreuth a następnie w Koblencji.

## Życie osobiste
Od 1908 był żonaty z Heleną z domu Thomke (zm. 1952), córką wicekuratora gminy ewangelickiej w Ost-Bielitz, z którą miał troje dzieci (Johannę, Erwina i Rolfa).

## Ordery i odznaczenia
- Krzyż Oficerski Orderu Odrodzenia Polski (9 listopada 1932)[5]
- Krzyż Zasługi dla Duchownych Wojskowych (Austro-Węgry)

## Wybrane publikacje
- Die evangel. Siedlungen Galiziens im josefinischen bis franzisceischen Zeitalter 1772–1822, Lemberg, 1912
- Die Einigungsbestrebungen der Evangelischen Kirchen in Polen, Lwów, 1926
- Die evangelische Kirchengemeinde Lemberg von ihren Anfängen bis zur Gegenwart [1778–1928]. Zur Feier des 150. jährigen Bestehens der Kirchengemeinde im Auftrag des Presbyteriums dargestellt, Lwów, 1929
- Stosunki kulturalne polskie wieku XVI wedle sprawozdania ambasadora angielskiego sir George Carew z roku 1598, Warszawa, 1932
- Czego nas współczesnych w Polsce uczą dzieje reformacji? Przemówienie wygłoszone na Akademji Reformacji w Warszawie w dniu 1 XI 1933. Warszawa, 1933
- Quo vadis, Ecclesia Evangelica? Krytyczne uwagi odnośnie Kościoła Ewangelickiego Trzeciej Rzeszy, Warszawa, 1934
- Ulryk Zwingljusz. W 450 rocznicę urodzin wielkiego teologa i reformatora, Warszawa, 1934
- Znaczenie psychoanalizy i psychologji indywidualnej we współczesnym systemie wychowawczym: referaty wygłoszone w Cieszynie 27–29 sierpnia 1935 r. na kursie pracowników wśród młodzieży ewangelickiej w Polsce, Głos Ewangelicki, 1936
- Chrześcijaństwo i Kościół w walkach światopoglądowych dni dzisiejszych, Rocznik Teologiczny 2: 37–133. Warszawa 1937
- Tolerancja jako zasada i podstawa życia religijnego, moralnego i społecznego cz. I, Rocznik Teologiczny 3: 283–340. Warszawa 1938
- Tolerancja jako zasada i podstawa życia religijnego, moralnego i społecznego cz. II, Rocznik Teologiczny 4: 319–415. Warszawa 1939
- Neu-Sandez und Neu-Sandezer Land: Ihre deutsche Vergangenheit und Aufbauarbeit (1230–1940), Kraków - Warszawa 1941